# John Holloway (músico)
John Holloway (Neath, 19 de julio de 1948) es un violinista y director de orquesta barroco británico, actualmente radicado en Dresde, Alemania. Es un pionero del movimiento de música antigua.

## Vida
Holloway nació en la localidad galesa de Neath. Estudió en Hitchin Boys' School. Recibió su educación musical en la Guildhall School of Music and Drama de Londres. 

## Carrera
Tras sus primeros compromisos, entre ellos en la  Academy of Saint Martin in the Fields y en la Orquesta de Cámara Inglesa, se convirtió en director y concertino de la Orquesta de la Ópera de Kent en la década de 1970. Después de un encuentro con Sigiswald Kuijken en 1972, comenzó a tocar el violín barroco y se ganó una reputación como violinista, profesor y director de orquesta en el campo de la Interpretación historicista.
En 1970 se convirtió en el concertino de la orquesta London Classical Players de Roger Norrington, y luego de los Taverner Consort, Choir and Players de Andrew Parrott. Además de tocar en numerosas orquestas barrocas, es un destacado musicólogo y conferencista.
Holloway ha enseñado en la Guildhall School of Music and Drama de Londres, en la Schola Cantorum de Basilea y en el Instituto de Música Antigua de la Universidad de Indiana en Bloomington. Ha impartido clases y talleres en la mayoría de los países europeos, así como en Corea, Nueva Zelanda y Estados Unidos. En 1999 comenzó a enseñar en la Hochschule für Musik "Carl Maria von Weber" en Dresde. En 2004 fue profesor de la Universidad de California en Berkeley. 
Entre 2003 y 2005 Holloway se desempeñó como director musical de la Orquesta Barroca de Indianápolis. En 2005 y 2006 trabajó como concertino y director musical del conjunto de instrumentos y orquesta de época conocido como New Trinity Baroque.
En 2005 fundó junto con el director de orquesta y clavecinista belga Florian Heyerick y un agente musical la Mannheimer Hofkapelle, que en el verano de 2007 se pudo escuchar por primera vez en 300 años con su dotación original de 40 músicos. Entre 2006 y 2012, fue director artístico del concurso internacional de violín y clase magistral conocida como Violine en Dresde.

## Grabaciones
Holloway ha aparecido en más de 100 grabaciones de CD. Sus grabaciones en CD de las Sonatas del Rosario de Heinrich Ignaz Biber y de las Sonatas Opus 5 de Jean-Marie Leclair ganaron el Premio de la Crítica Discográfica Alemana. Ha grabado las sonatas y partitas para violín solo de Bach. Además de las grabaciones de Las cuatro estaciones y L'estro Armonico de Antonio Vivaldi, grabó las obras de cámara completas de Georg Friedrich Händel con el conjunto L'Ecole d'Orphée que fundó en 1975.

## Premios y reconocimientos
- 1991 – Premio Gramophone por su grabación de las Sonatas del Rosario de Heinrich Ignaz Biber.[2]
- 1994 y 1997 – Premios Grammy daneses por sus grabaciones de la música de cámara y vocal de Dieterich Buxtehude.[5]